# Sordio
Sordio é uma comuna italiana da região da Lombardia, província de Lodi, com cerca de 2.326 habitantes. Estende-se por uma área de 2 km², tendo uma densidade populacional de 1163 hab/km².
É a ultima comuna da provincia de Lodi, em dirção Norte. Faz fronteira com Vizzolo Predabissi (MI), Casalmaiocco, Tavazzano con Villavesco, San Zenone al Lambro (MI).

## Demografia
| Variação demográfica do município entre 1861 e 2011                               |
|                                                                                   |
| Fonte: Istituto Nazionale di Statistica (ISTAT) - Elaboração gráfica da Wikipedia |